# Batman (televisieserie)
Batman was een populaire televisieserie in de jaren zestig, gebaseerd op de stripheld Batman. De serie werd door American Broadcasting Company (ABC) uitgezonden van 12 januari 1966 tot en met 14 maart 1968, met een totaal van 120 afleveringen.

## Inhoud
De serie draaide om Batman (Adam West) en Robin (Burt Ward). In elke aflevering van de serie trok dit duo ten strijde tegen een aantal criminelen, vaak bekende superschurken uit de Batman strips. Hiervoor gebruikten de twee een hoop gadgets (waarvan de naam altijd begint met bat-) en de Batmobile. In het echte leven gaan ze door het leven als Bruce Wayne (Batman) en Dick Grayson (Robin).
De afleveringen volgden vrijwel altijd een vaste formule waarin een schurk de stad bedreigde en door het duo gestopt moest worden. Deze bekendste Batman-slechteriken uit de serie zijn Penguin, Riddler, Joker en Catwoman.
Tegen seizoen 3 liepen de kijkcijfers achteruit. In een poging een nieuw publiek aan te trekken werd Batgirl geïntroduceerd, maar desondanks bleven de kijkcijfers laag. Tegen het einde van het derde seizoen begon ABC al te bezuinigen op de serie door Robin uit de serie te schrijven en Batgirl tot Batmans vaste helper te maken. Niet veel later werd de serie geheel stopgezet.

## Films
- In 1966 verscheen een film over Batman en Robin, waarin de bekendste "slechteriken" uit de serie samenspannen tegen het "dynamic duo".
- In 2003 maken de originele helden Adam West en Burt Ward een nieuwe film waarin zij zichzelf spelen. De film heet "Return to the Batcave: The Misadventures of Adam and Burt ". In deze film wordt de originele Batmobile uit een museum gestolen. De acteurs gaan samen achter de dief aan. In de film komen veel verwijzingen naar de originele serie terug en meerdere acteurs uit de originele film en serie spelen er in mee.

## Rolverdeling
- Adam West - Batman / Bruce Wayne
- Burt Ward - Robin / Dick Grayson
- Neil Hamilton – Police Commissioner James Gordon
- Stafford Repp - Police Chief O'Hara
- Alan Napier – Alfred Pennyworth
- Madge Blake - Aunt Harriet Cooper
- Yvonne Craig - Batgirl / Barbara Gordon
- William Dozier - Verteller
- Burgess Meredith – de Penguin
- Cesar Romero – de Joker
- Julie Newmar – Catwoman
- Frank Gorshin – Riddler (10 afleveringen)
- Victor Buono - King Tut (10 afleveringen)
- John Astin - Riddler (2 afleveringen)

## Populariteit
Toen de serie op zijn hoogtepunt was, was er veel belangstelling bij bekende acteurs en andere beroemdheden die graag een keer een gastoptreden wilden maken in de serie. Derhalve werden er veel schurken bijbedacht die in een enkele aflevering meededen.
De vaste acteurs uit de serie kregen nog jarenlang te maken met het swiebertje-effect. Vooral Adam West bleef men zich herinneren als de acteur die Batman speelde.

## Trivia
- Een van de criminelen in de show was gebaseerd op een echte misdadiger: Shelley Winters speelde een personage genaamd Ma Parker, dat duidelijk was gebaseerd op Ma Barker.
- De schurk Clock King was eigenlijk een tegenstander van Green Arrow.
- Mr. Freeze dankt zijn naam aan deze serie. In de strips werd hij tot aan de jaren zestig Mr. Zero genoemd. Voor de televisieserie werd dit veranderd in Mr. Freeze en die naam wordt sindsdien ook in de strips gebruikt.
- In de film Batman Forever maakt acteur Chris O'Donnell (als Robin) een referentie naar de serie met de zin “Holey Rusted Metal, Batman”. In de serie zei Robin vaak zinnen die begonnen met “Holy” en eindigden met “Batman”.